# La Plume de Finist-Clair-Faucon
La Plume de Finist-Clair-Faucon (en russe : Пёрышко Финиста ясна сокола) est un conte merveilleux traditionnel russe dont Alexandre Afanassiev reproduit deux versions dans ses Contes populaires russes. Elles portent les numéros 129a et 129b dans l'édition originale, 234 et 235 dans l'édition de 1958. La première version écrite russe connue remonte à 1795.

## Résumé

### Version 129a / 234

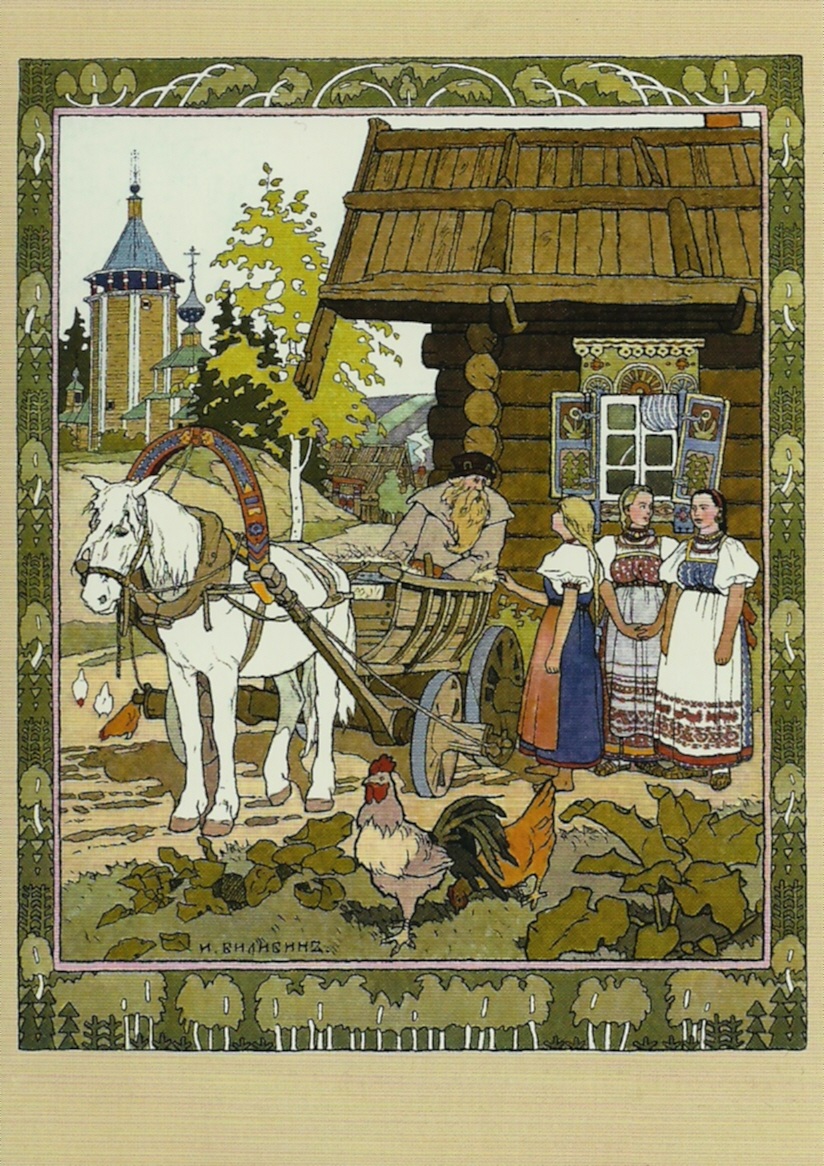
Rapporte-moi, père, une plume de Finist le Faucon blanc. (Bilibine)

Le lieu de collecte de cette version n'est pas précisé.
Un vieux a trois filles : les deux premières sont coquettes, la troisième s'occupe de la maison. Il s'apprête à se rendre en ville ; tandis que les deux aînées lui demandent de leur rapporter du tissu pour se faire des robes, la plus jeune lui demande une plume de Finist le Faucon blanc. Le père rapporte bien du tissu, mais ne trouve pas la plume demandée. Il se rend une seconde fois à la ville, rapportant cette fois des foulards, mais toujours pas de plume de faucon. À la troisième fois, alors qu'il n'a trouvé que des boucles d'oreilles pour les deux coquettes, il rencontre un petit vieux portant une cassette, laquelle contient une plume de Finist, et il la lui achète fort cher, rendant cette fois sa benjamine très heureuse.
La jeune fille ouvre la cassette dans sa chambre, et la plume, frappant le sol, se transforme en un beau prince, avec lequel elle commence à échanger de doux propos. Intriguées par le bruit des voix, ses sœurs viennent aux nouvelles, mais le prince s'est déjà retransformé en plume. Une fois ses sœurs sorties, la jeune fille demande à la plume de s'envoler « par la vaste plaine » pour revenir le soir suivant.
La scène se répète le lendemain ; le père, alerté par ses filles aînées, ne découvre lui non plus rien d'anormal et les réprimande. Le troisième soir, les méchantes sœurs ont disposé autour de la fenêtre des lames et des aiguilles : en arrivant, Finist se blesse et déclare à la jeune fille pendant qu'elle sommeille que désormais, il lui faudra partir à sa recherche dans un pays si lointain qu'il lui faudra user trois paires de souliers de fer, trois bâtons de fonte, et ronger trois pains de pierre pour y parvenir. À son réveil, elle découvre les traces de sang, comprend la traîtrise de ses sœurs, et se résout à se mettre en route à la recherche de son bien-aimé.
En chemin, elle rencontre une vieille qui habite dans une petite isba, et qui lui donne une quenouille d'argent, un fuseau d'or, et une pelote qui roule toute seule pour la guider dans sa quête. Cheminant à sa suite, elle parvient chez une deuxième vieille, qui lui fait don d'un plat d'argent et d'un œuf d'or, et l'envoie chez sa sœur aînée, qui pourra la renseigner. Lorsqu'elle y parvient, elle a usé ses trois paires de souliers de fer, ses trois bâtons de fonte, et rongé ses trois pains de pierre. La troisième vieille l'informe que Finist est marié à la fille d'une boulangère. Elle lui donne un tambour à broder en or et une aiguille qui brode toute seule, et lui conseille d'entrer au service de la boulangère.

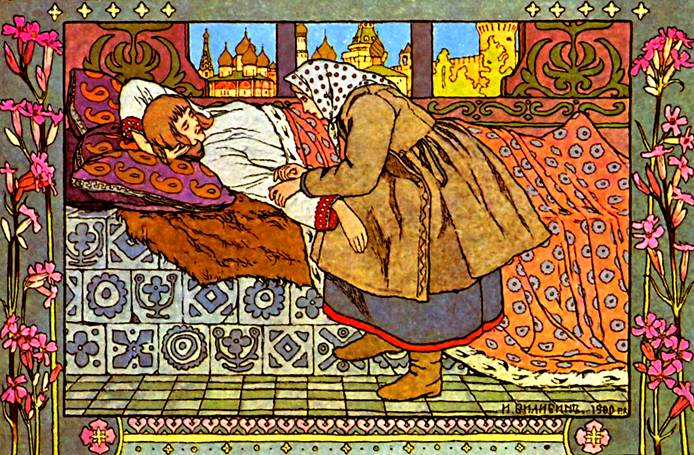
« Mais Finist dort, il n'entend rien. Et c'est ainsi que s'écoula la nuit. » (Bilibine)

La jeune fille s'acquitte de ses tâches avec diligence ; le soir, après son labeur, elle file des fils d'or fin sur la quenouille d'argent et le fuseau d'or. La fille de la boulangère s'extasie et veut lui acheter ces objets magiques, mais l'héroïne ne demande en échange que de passer une nuit avec le mari. Finist arrive à tire-d'aile, plus beau que jamais, mais il ne reconnaît pas son ancienne fiancée. Sa femme lui fait boire une drogue, avant d'autoriser la jeune fille à aller « chasser les mouches » dans la chambre : elle se lamente de ne pas parvenir à réveiller son prince.
Elle obtient une deuxième nuit auprès de lui grâce à l'œuf d'or et au plateau d'argent, et la même scène se répète ; puis une troisième grâce à l'aiguille qui brode toute seule. Mais cette fois, à force de pleurer, elle laisse tomber une larme brûlante sur la joue du jeune homme, qui se réveille et la reconnaît enfin. Ils quittent tous deux au plus vite la maison. Au matin, la fille de la boulangère découvre que son mari s'est envolé avec la servante, et part à leur poursuite, mais en vain.
Finist et sa fiancée atterrissent près de la maison du père : le faucon blanc frappe la terre et se retransforme en plume. Le père retrouve sa fille avec joie et elle lui affirme qu'elle s'était absentée pour effectuer un pèlerinage. Comme c'est la semaine sainte, le père et ses deux filles aînées s'en vont à la messe, mais la plus jeune déclare préférer rester à la maison, n'ayant rien de convenable à se mettre. Lorsqu'ils sont partis, le prince reprend son apparence princière, fait apparaître un superbe carrosse et un équipage, et emmène la jeune fille à la messe, au grand étonnement de l'assistance qui se demande qui est ce couple qui leur fait tant d'honneur ; puis ils s'éclipsent. Le lendemain, la même chose se reproduit, et le surlendemain encore : mais cette fois, le vieux, au sortir de l'église, aperçoit le carrosse qui se dirige vers sa maison et disparaît. Il questionne sa fille qui reconnaît tout, et fait apparaître le prince à partir de la plume. Les noces sont célébrées entre la jeune fille et Finist Clair-Faucon.

### Version 129b / 235

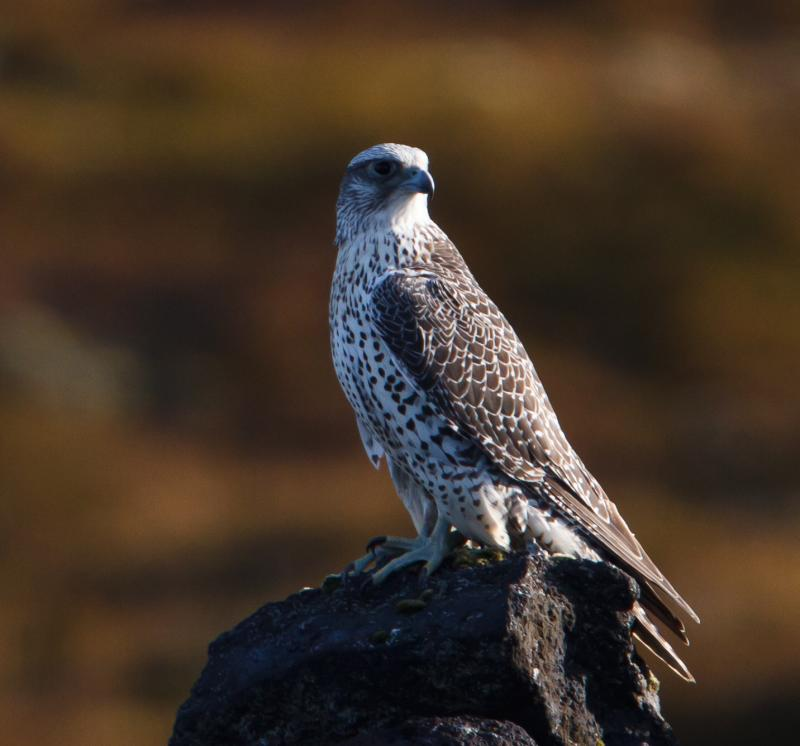
« Il vole dans les cieux sous forme de clair faucon, mais quand il frappe la terre, il devient le plus beau garçon du monde ! »
(Faucon gerfaut)

(Cette version a été recueillie dans la province de Vologda.)
La situation initiale est la même, mais la plus jeune des trois sœurs demande à son père une « petite fleur vermeille », . Le père rencontre un vieux qui accepte de lui donner cette fleur en gage à condition que sa fille épouse son propre fils, qui n'est autre que Finist-Clair-Faucon. Le père accepte avec réticence, et donne la fleur à sa fille en lui avouant les termes du marché : à sa surprise, celle-ci lui déclare connaître déjà Finist, qui apparaît tantôt sous la forme d'un faucon, tantôt (après qu'il a frappé la terre du pied) d'un beau garçon qui est amoureux d'elle.
Le soir, Finist apparaît à la jeune fille sous la forme d'un faucon, et se métamorphose en beau jeune homme. En la quittant à l'aube, Finist lui dit que chaque fois qu'elle placera la fleur vermeille à la fenêtre, il reviendra la voir ; il lui confie une de ses plumes, qui a le pouvoir de faire apparaître tout ce qu'elle peut souhaiter.
Le dimanche suivant, les deux sœurs aînées vont à la messe dans de beaux atours cependant que la benjamine reste à la maison : mais en agitant la plume, elle fait apparaître carrosse de cristal, chevaux de race, laquais et se rend en cet appareil à l'église, où elle fait sensation. Elle s'esquive dès la fin de la messe, et rentrée chez elle, fait tout disparaître en agitant à nouveau la plume. Les deux dimanches suivants, la jeune fille fait de même, mais à la troisième fois, en se dévêtant, elle oublie une barrette de diamants piquée dans sa natte. Ses sœurs la remarquent et lui demandent des explications, mais elle se dérobe. Dès lors, les deux sœurs se mettent à l'épier, et un soir elles surprennent sa conversation avec Finist. Par méchanceté, elles placent des couteaux à la fenêtre ; lorsque Finist arrive par les airs, il se blesse à la patte droite, et courroucé, il s'envole « au-delà de la sombre forêt », tandis que la jeune fille dort.

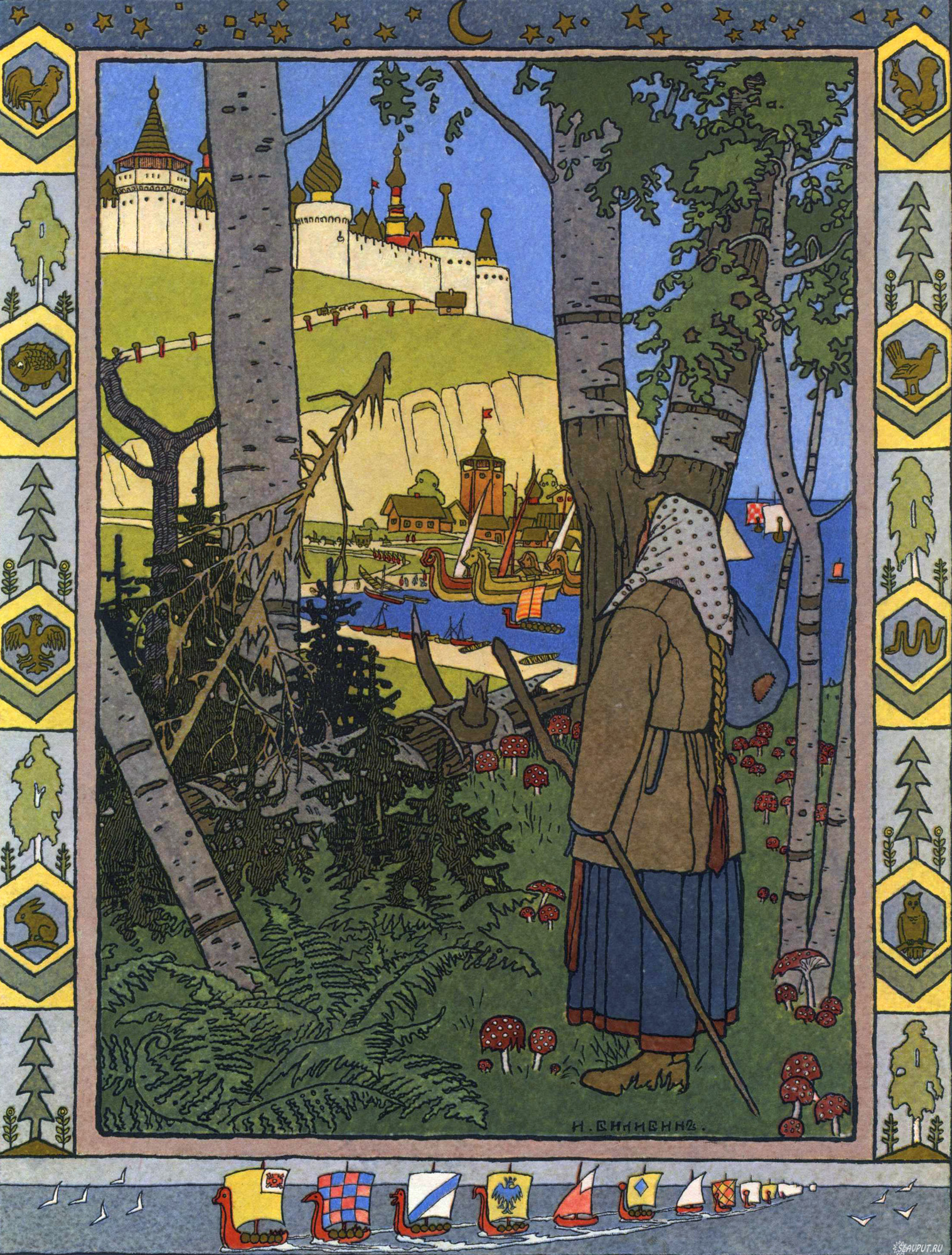
« Là-bas au loin flamboient des coupoles sur de hautes demeures de pierre blanche ». (Bilibine)

Elle découvre le forfait à son réveil, sous la forme de traces de sang sur les couteaux. Désormais, elle aura beau agiter la plume, Finist ne reviendra plus. Elle décide alors de partir à sa recherche, après avoir demandé la bénédiction de son père et s'être fait forger trois paires de souliers de fer, trois bâtons de fer, trois bonnets de fer et trois pains de fer. Elle marche longtemps à travers la forêt, jusqu'à parvenir en vue d'une petite isba sur pattes de poule, qui tourne et vire. Elle lui demande de se tourner face à elle, dos à la forêt, et fait la connaissance de la baba Yaga qui habite là et qui lui indique que Finist s'est fiancé à une princesse et qu'il habite très loin. Avant de la laisser partir en direction de sa sœur, la deuxième baba Yaga, elle lui fait don d'un petit marteau d'or et de dix clous de diamant et lui enseigne comment s'en servir quand elle rencontrera la fiancée de Finist.
La deuxième baba Yaga lui apprend que Finist doit se marier le lendemain, et lui donne un plat d'or et une boule d'argent. Elle l'envoie vers sa sœur aînée qui l'informe que Finist est désormais marié à la princesse ; elle lui donne un cheval rapide, la jeune fille le monte et émerge ainsi de la forêt. Elle débouche face à « l'onde bleue » immense, et aperçoit dans le lointain les coupoles d'or de palais de pierre.
Elle s'assied sur la rive et se met à jouer avec le marteau d'or et les clous de diamant. Passe la princesse qui veut lui acheter les objets, mais elle ne demande en échange que de pouvoir regarder une fois Finist. La princesse accepte, mais non sans avoir auparavant planté une épingle magique dans la chemise de son époux : ainsi la jeune fille ne parviendra pas à le tirer de son sommeil. Lorsqu'elle l'a quitté, Finist se réveille, il déclare qu'il a rêvé que quelqu'un se lamentait au-dessus de lui, mais la princesse l'assure que personne n'est venu. Grâce à la boule d'argent et au plateau d'or, la jeune fille obtient de voir une nouvelle fois son bien-aimé, mais la même scène se répète ; de même le troisième jour, grâce à son cheval qu'elle nourrit « de charbons ardents », mais cette fois, en cajolant Finist, elle fourrage dans ses cheveux et fait tomber l'épingle magique que sa femme y avait plantée. Finist s'éveille et se réjouit à la vue de la jeune fille, qui lui raconte toute l'histoire. Il convoque alors les membres de sa cour et leur demande quelle épouse ils lui conseilleraient de choisir, « celle qui l'a vendu ou celle qui l'a racheté » ? La réponse ne fait pas de doute, et la première épouse est pendue au portail et fusillée.

## Commentaires et analogies

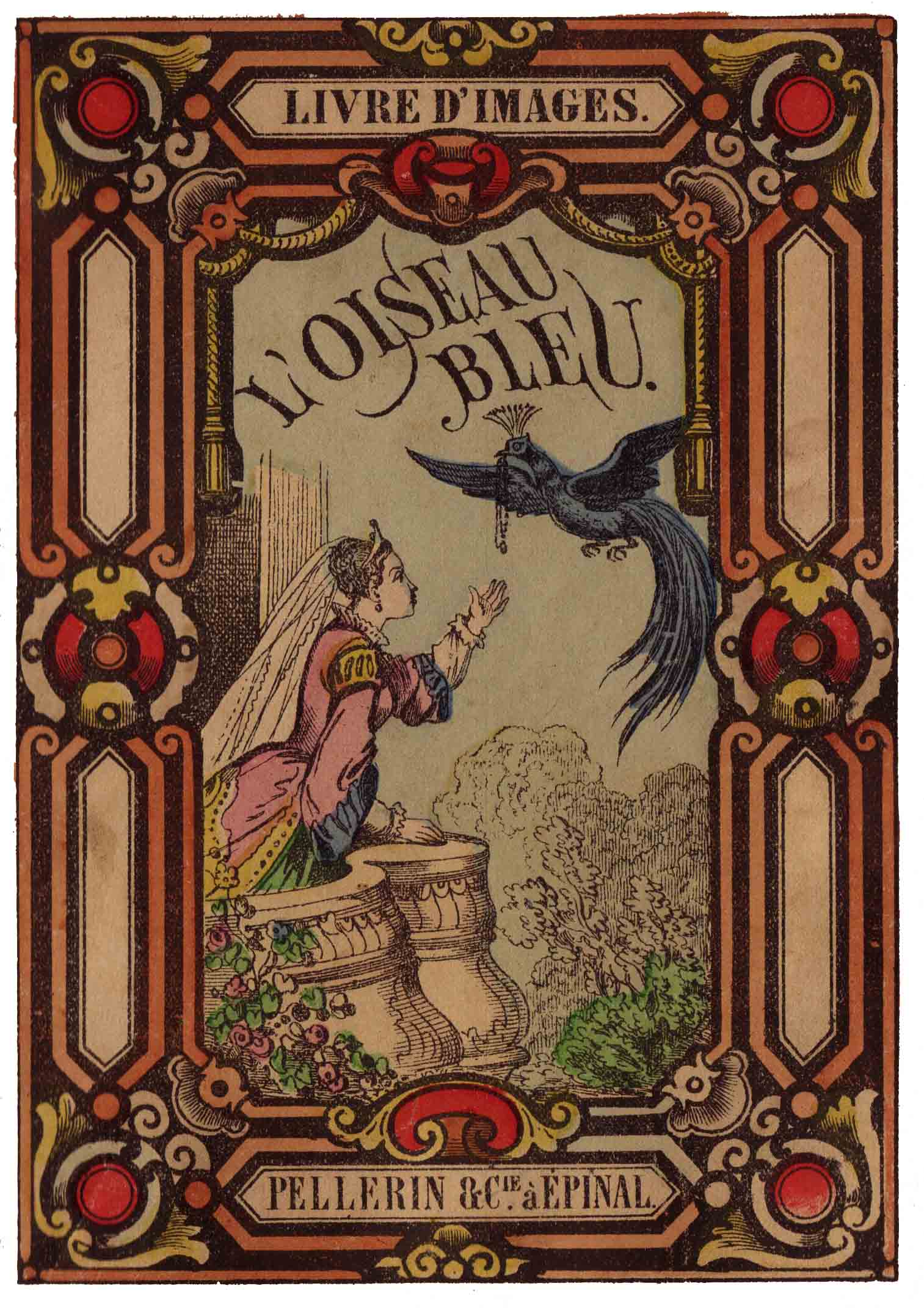
L'oiseau bleu (image d'Épinal)

### Contes-types et similitudes dans d'autres cultures
Le conte est rapproché des rubriques AT 432 (« Le prince en oiseau ») et AT 425C (« La Belle et la Bête ») de la classification Aarne-Thompson.
Certains éléments de l'histoire se trouvent dans Le Conte des contes de Basile (II.2. Le souterrain de cristal, Verde Prato) : un prince va régulièrement voir sa belle en empruntant un souterrain de cristal, mais les deux sœurs de la jeune fille, jalouses, brisent le souterrain en plusieurs endroits, de sorte que le prince « qui ordinairement accourait nu » se blesse gravement (l'héroïne le guérira grâce à de la graisse d'ogre).
En France, Madame d'Aulnoy a publié en 1697 un conte intitulé L'Oiseau bleu qui relève du conte-type 432 (Le Prince en oiseau). Delarue et Ténèze (voir Bibliographie) signalent à ce propos que ce conte est surtout répandu dans la tradition orale méditerranéenne, et que les seules versions orales recueillies en France semblent être dérivées de la version de Madame d'Aulnoy, diffusée par la littérature de colportage. Toutefois certains éléments se trouvent déjà dans Le lai d'Yonec de Marie de France au XIIe siècle. Ils indiquent que le motif des trois nuits achetées par l'héroïne est « parallèle à celui que Jan-Öjvind Swahn a considéré comme distinctif de la forme B du T 425 » (« Fils de sorcière »).
Ils fournissent pour le conte-type AT 425 (« La recherche de l'époux disparu », lui-même lié au thème antique de L'Amour et Psyché, relaté par Apulée) trois versions (ariégeoise, gasconne et creusoise), et en mentionnent 119 au total. Ce conte possède de très nombreux sous-types.
Parmi les contes de Grimm, le conte KHM88 (L'alouette qui chante et sautille, Das singende springende Löweneckerchen) est assez proche de la version russe, mais le prince y apparaît sous la forme d'un lion. On peut aussi retrouver certains éléments du conte dans Le poêle de fonte (Der Eisenofen, KHM127).

### Autres contes russes
Dans le conte russe Maria des Mers (Maria Morevna), trois oiseaux se présentent successivement pour épouser les trois sœurs d'Ivan-Tsarévitch : un faucon, un aigle et un corbeau. Chacun d'eux apparaît au milieu d'un orage, frappe le sol et se transforme en un beau et jeune preux.
Dans Le Bouleau et les trois faucons (no 154/275), le Diable demande à un soldat ayant fini son temps de garder pour lui trois faucons. Un bouleau lui parle d'une voix humaine, et se transforme en jeune fille, lui expliquant qu'elle était en réalité une fille de tsar ensorcelée, et que les trois faucons sont ses frères.

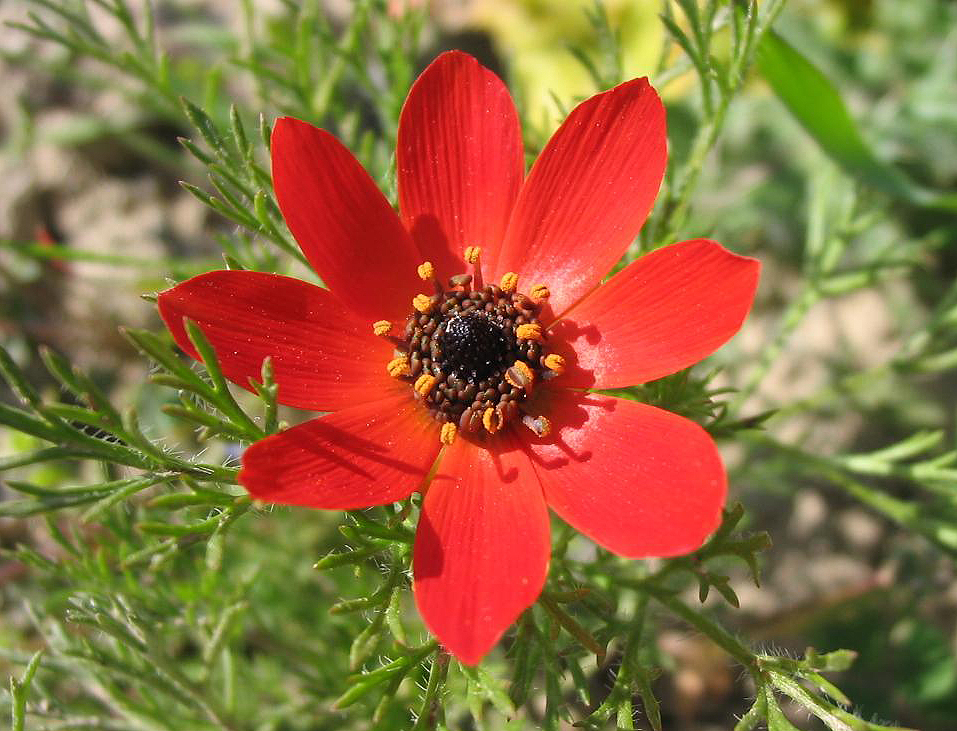
La petite fleur vermeille
(peut-être l'Adonis autumnalis ?)

Le motif de la fleur demandée à son père par la plus jeune de ses filles apparaît dans Le Tsarévitch ensorcelé (155/276). Le père trouve la fleur dans le parc d'un palais et la cueille, mais un dragon apparaît et exige en échange la première personne qui viendra l'embrasser à son retour : ce sera sa fille. La suite du conte se rapproche de La Belle et la Bête. Une version de ce conte, recueillie de la bouche d'une paysanne, Pélagie, a inspiré Sergueï Aksakov pour son conte La Petite Fleur vermeille.
Dans La Montagne de cristal, le héros, qui a reçu le don de métamorphose de la part d'animaux reconnaissants, se transforme initialement en faucon, pour voler jusqu'au trois fois dixième royaume. Ce type de voyage (à dos d'aigle ou de faucon) apparaît plus spécifiquement dans les contes russes.
Selon Elizabeth Warner, « les skazki » (contes) « sont le reflet d'une période antique de l'existence humaine, une période où tout ce qui concerne le monde environnant faisait partie du processus de formation. Ainsi, dans les skazki, la séparation entre les humains et les animaux n'apparaît pas clairement tracée (...) Beaucoup de personnages se voient doter d'attributs humains comme d'attributs animaux et passent sans difficulté d'une forme à l'autre, comme Finist le Faucon éclatant, la princesse-grenouille ou les jeunes filles-cygnes ».
Dans son roman Doubrovski, Alexandre Pouchkine fait dire à la vieille nourrice de Doubrovski fils : « Viens chez nous, mon clair petit faucon » (соколик мой ясный). On se rappelle que l'enfance de Pouchkine avait été bercée des contes de sa propre nourrice, Arina Rodionovna.

## Adaptations
- Une version plus littéraire, quoique proche de celle d'Afanassiev, de ce conte a été publiée par Andreï Platonov en 3 éditions différentes de 1947 à 1948[27]. Platonov, quoique reconnaissant la valeur du travail d'Afanassiev, regrettait qu'il ne fût pas un « artiste », par opposition à Alexandre Pouchkine ou Lev Tolstoï par exemple, qui réécrivaient les contes populaires à leur manière[27]. Platonov insiste sur les vertus de l'héroïne Mariouchka : bonté, humilité, amour, fidélité et persévérance (par opposition à ses deux sœurs, avides, jalouses et désagréables) et conclut en disant qu'« on se souviendra à jamais, à travers toute la Russie, du cœur sincère et aimant de Mariouchka ». R. Chandler note à propos de ce conte le contraste entre l'image de l'Oiseau de feu popularisée par Igor Stravinsky et les Ballets russes (violence, excitation érotique, couleur rouge feu) et celle de Finist chez Platonov, que celui-ci symbolise par une modeste plume grise.
- Le conte a fait l'objet en 1975 d'un film soviétique des Studios Gorki, intitulé Финист – Ясный Сокол (Finiste - Vaillant faucon, basé sur le texte des contes traditionnels et sur une nouvelle de N. Chestakova. Réalisateur : Guennadi Vassiliev, scénario : Lev Potemkine et Alexandre Rou. Le film a obtenu le prix du film pour enfants au Festival international du film de Gijón (Espagne) en 1976[28].
- La version de Sergueï Aksakov a été la source d'un film d'animation de Lev Atamanov, La Fleur écarlate (1952).
- L'Américaine Josepha Sherman (en) (1946-2012) a publié en 1989 un roman intitulé The Shining Falcon  (ISBN 978-0380754366), inspiré du conte. L'ouvrage a obtenu le Crompton Crook Award en 1990.